# Zwerggalagos
Die Zwerggalagos (Galagoides) sind eine Primatengattung aus der Familie der Galagos (Galagonidae). Die Gattung umfasst heute, nach Einführung der Gattung Paragalago, nur noch drei Vertreter dieser Familie, nachdem sie einige Zeit als Sammelgattung für die kleinsten Galagoarten gedient hat. Zwerggalagos kommen vom südlichen Senegal über den west- und zentralafrikanischen Regenwaldgürtel bis Nordangola, den nordöstlichen, am Südende des Tanganjikasees gelegenen Teil Sambia und Uganda westlich des Victoria-Nils und in einem kleinen Restwaldgebiet in Angola vor.

## Beschreibung
Zwerggalagos sind kleine Primaten, leichter gebaut als die Gewöhnlichen Galagos (Galago) und haben im Verhältnis zur Körperlänge kürzere Gliedmaßen als diese. Sie erreichen eine Kopfrumpflängen von 7 bis 17 Zentimeter, eine Schwanzlänge von 11 bis 23 Zentimeter und ein Gewicht von weniger als 150 Gramm. Außerdem unterscheiden sie sich in ihrer Schädel- und Zahnmorphologie von den Gewöhnlichen Galagos. Im Unterschied zu den lauten, kurzen, hustenartigen Rufen der Gewöhnlichen Galagos geben die Zwerggalagos sehr kurze summende Rufe von sich.

## Systematik
Die Gattung wurde 1833 durch den britischen Forschungsreisenden und Zoologen Andrew Smith aufgestellt, die Arten dieser Gattung wurden später aber von den meisten Autoren den Gewöhnlichen Galagos (Galago)  zugeordnet. Heute kommt die Gattungsbezeichnung Galagoides zunehmend wieder in Gebrauch. Die Zwerggalagos stehen basal zu einer von den Eichhörnchen-Galagos (Sciurocheirus), den Riesengalagos (Otolemur), den Gewöhnliche Galagos (Galago) und der Gattung Paragalago gebildeten Klade.

## Arten
Die Gattung Galagoides umfasst heute nur noch drei Arten:
- Demidoff-Galago (Galagoides demidoff)
- Thomas-Galago (Galagoides thomasi)
- Angola-Zwerggalago (Galagoides kumbirensis)[2]